# 顧思言
顧思言 MLA（？—），加拿大政治人物和律师，2024年起以卑詩保守黨黨員身份擔任卑詩省議會列治文—昆士堡選區議員。

## 生平
顧思言生于卑詩省溫哥華，曾於西門菲莎大學主修政治學，2001年從該校获取文學士学位，後再從卡加利大学法学院獲取法学博士学位。他從2006年起在卑詩省執業，截至2024年已拥有其律師樓逾17年之久。他於2023年榮獲女皇白金禧勳章。
2024年4月他獲取卑詩保守黨的列治文—昆士堡選區候選人資格，在同年10月省選中擊敗競逐連任的新民主黨候選人辛歐曼，當選該區省議員。同年11月他獲黨魁羅仕德委派出任官方反對黨影子律政廳長，負責监督在任律政廳長利莎瑪。